# Krónika (napilap)
A Krónika egy 1999-ben alapított magyar nyelvű, országos terjesztésű romániai közéleti újság. A 2010-es években, az Új Magyar Szó 2012-es megszűnése után az egyetlen nyomtatott formában megjelenő országos romániai magyar napilap volt. 2022-ben a nyomtatott változat kiadásának felfüggesztéséről döntöttek.

## Története
Alapító-főszerkesztője Stanik István volt; a bemutatkozó szám 1999. október 8-án, az első szám október 30-án készült el. A veszteséges üzemelés miatt a kiadót birtokló magyarországi Hungarom Média 2006-ban képtelen volt tovább működtetni a lapot; ekkor a Hír TV-ben is érdekelt Inforg felvásárolta a lap többségi részvénycsomagját, és átvállalta az adósságokat.
Egy vélemény szerint a Krónika az 1989 utáni erdélyi magyar intézmények egyik legfontosabbika: változást hozott a rendszerváltás utáni romániai magyar nyelvű sajtóban, melyet sok évig az információszegénység, konfliktuskerülés jellemzett. Ezen felül „egy olyan szellemi műhely volt, amilyenre nincs példa sajtótörténetünkben”.
A Krónikát is kiadó Príma Press magyarországi pályázati forrásokból egészítette ki bevételeit. 2017-ben a Príma Presset megszerző Erdélyi Médiatér Egyesület 1,45 milliárd forintos támogatást kapott a magyar kormánytól, „hogy Erdély legkorszerűbb médiaholdingját létrehozza”, majd később újabb 1,9 milliárd forintot ítéltek meg. Ezért a médiaholdingról többeknek az a véleményük, hogy kiadványai a magyar kormány propagandacéljait szolgálják.
2022-ben a nehéz gazdasági helyzetre hivatkozva a kiadó úgy döntött, hogy felfüggeszti a nyomtatott lapok kiadását (Krónika, Székelyhon, Székely Hírmondó stb) és a Székelyföldet lefedő lapterjesztést és -kézbesítést; a kiadványok 2023-tól csak elektronikus médiumokon keresztül (internetes portál, rádió) lesznek elérhetőek.